# Милбретс, Арнольд
Арнольд Милбретс (латыш. Arnolds Mīlbrets; 27 октября 1905 — 21 сентября 1968) — советский и латвийский актёр.

## Биография
Арнольд Милбретс родился 27 октября 1905 года в Лиепае. Отец — рабочий, принимавший активное участие в революционных событиях 1905 года. Опасаясь преследования, переехал с семьёй в город Одессу.
После возвращения в Латвию Арнольд Милбретс окончил Лиепайский техникум (1923). Учился на Кинокурсах и Латвийских драматических курсах. Актёр Лиепайского нового театра (1927—1932), Латвийского Национального театра (Государственного академического театра драмы им. А. Упита) в 1933—1938 и 1940—1967 годах. Работал в художественном отделе Министерства общественных дел Латвийской республики (1938—1940).
В кино с начала двадцатых годов, дебютировал в роли татарского воина в фильме киностудии Pathé «Царский курьер». Снимался на Рижской киностудии.
Ушёл из жизни 21 сентября 1968 года, похоронен в Риге на Лесном кладбище.

## Творчество

### Роли в театре

#### Лиепайский театр
- 1929 — «Треймейтенес» А. Вилнера и Х. Рейгерта на музыку Франца Шуберта — Купельвизер
- 1931 — «Земля любви» Яниса Акуратерса — Шолом

#### Национальный театр (Латвия)
- 1934 — «Сын рыбака» по роману Вилиса Лациса — Бунджиньш
- 1934 — «Принц или шофёр» Р. Кродера — Бунджиньш
- 1934 — «Кришус Лакстс» Атиса Доку — Лигайнис
- 1934 — «Души в снежном вихре» Александра Гринса — Кажоциньш
- 1934 — «Грехи Трины» Рудольфа Блауманиса — Лудис
- 1935 — «Скангальский праздник» Е. Вулфа — Свейклитис
- 1937 — «Приключения Тома Сойера» по роману Марка Твена — Гек Финн
- 1940 — «Победа Ешки Зиньгиса» Андрея Упита — Барон Вольф
- 1944 — «Неправедный суд» Аншлава Эглитиса — Дзенжа
- 1944 — «Сенсация» Е. Вулфа — Ругумс
- 1947 — «Полуидеалист» Райниса — Вайбстиньш
- 1948 — «Бесприданница» А. Н. Островского — Робинзон
- 1950 — «Земля зелёная» Андрея Упита — Вецкалацис
- 1950 — «Времена землемеров» Рейниса и Матиса Каудзит — Тенис
- 1951 — «Евгения Гранде» по роману Оноре де Бальзака — Кришо
- 1952 — «Ревизор» Н. В. Гоголя — Гибнер
- 1953 — «Цеплис» по роману Павила Розитиса — Сескс
- 1954 — «Сон в летнюю ночь» Уильяма Шекспира — Бадмир
- 1957 — «Метёт метель…» Жана Гривы — Свилпис
- 1965 — «Трёхгрошовая опера» Бертольта Брехта — Кимбл
- 1966 — «Золотой мальчик» Клиффорда Одетса

### Фильмография
- 1923 — Царский курьер — татарин
- 1939 — Сын рыбака — Бунджиньш
- 1947 — Возвращение с победой — Петерис
- 1955 — Весенние заморозки — Путранс
- 1956 — Причины и следствия — Саусведерс
- 1957 — Рита — Бертс
- 1957 — Сын рыбака (новая версия) — Бунджиньш
- 1958 — Повесть о латышском стрелке — Милзис
- 1959 — Эхо — Балодис
- 1962 — Моцарт и Сальери — слепой музыкант
- 1963 — Иоланта — шут

## Награды
- Медаль «За трудовое отличие» (03.01.1956)